# Fil d´Ecosse (druh příze)
Fil d'Ecosse (také: Filo Di Scozia) je skaná, požehovaná a mercerovaná příze z dlouhovlákné česané bavlny.
Příze byla podle nepotvrzených údajů vyvinuta ve 2. polovině 19. století u firmy Coats ve Skotsku s původním označením Lisle Cotton Yarn a později napodobována např. ve Francii pod jménem Fil d'Ecosse  (skotská nit). Dvojmo nebo trojmo skaná příze se dvakrát po sobě mercerovala při nízké teplotě lázně. Fil d'Ecosse byla pravděpodobně první příze, která se mercerovala a barvila syntetickými barvivy (vynález Skota Perkina z roku 1856).
Z Fil d'Ecosse se vyrábějí textilie vyšší cenové kategorie, zejména: lehké pletené svrchní oděvy, košile, ponožky, a příze na ruční práce.